# Ceralacca

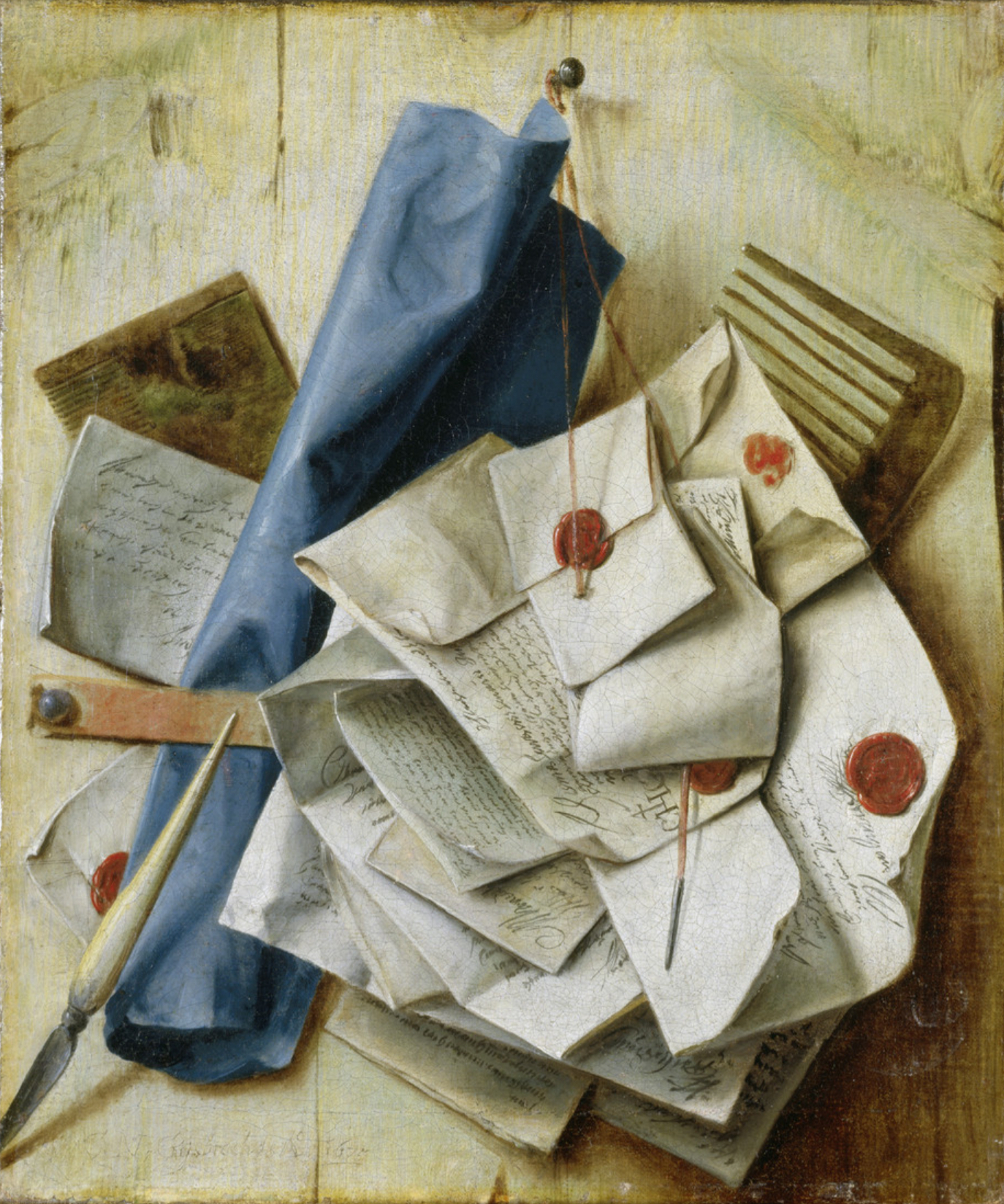
Lettere sigillate con la ceralacca in un dipinto di Cornelis Norbertus Gysbrechts (1665)

La ceralacca è una miscela di resine e pigmenti colorati che fonde col calore e che risolidifica quando si raffredda; è utilizzata per sigillare.
La ceralacca più pregiata è costituita da gommalacca, trementina veneta, cariche incolori e pigmenti colorati. Nella ceralacca commerciale la gommalacca è sostituita dalla colofonia. Una buona ceralacca deve fondere senza bruciare anche a contatto diretto con la fiamma, deve rimanere plastica sufficientemente a lungo da potervi imprimere il sigillo, aderire al supporto e raffreddarsi senza formare crepe.

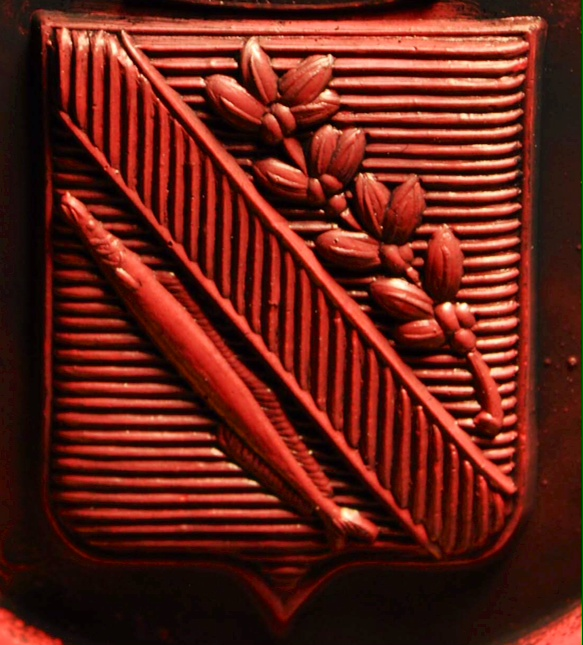
Ceralacca, stemma di famiglia

L'uso della ceralacca era molto diffuso fino all'inizio del XX secolo, poi è stata sostituita da metodi più pratici. Oggi è utilizzata solo a scopo decorativo per sigillare bottiglie e flaconi, oppure per chiudere documenti ufficiali o lettere di rappresentanza.